# Гро Харлем Брунтланд
Гро Харлем Брунтланд, рођена 20. априла 1939, је норвешки политичар и лекар, и интернационални лидер политике одрживог развоја и јавног здравља. Прва жена премијер у историји Норвешке.
Рођена у Беруму и образована за лекара на универзитету у Ослу (1963), магистрирала је у области јавног здравља на Харвард универзитету 1965. Била је норвешки министар за екологију 1976-79, и постала је први норвешки премијер (фебруар-октобар 1981). Њен кабинет био је међународно познат по томе што је имао 8 жена министара, од укупно 18 министара.
Брунтландова је била на челу Светске комисије за животну средину и развој (World Commission on Environment and Development - WCED), која се често наводи и као Брунтланд комисија. Комисија је развила врло утицајни политички концепт „одрживог развоја“, и подстакла широке јавне расправе, а резултат је био извештај „Наша заједничка будућност“, објављен априла 1987. Комисија је покренула Светски самит комисије за екологију и развој (UNCED), под вођством Мориса Стронга који је био значајан члан Брунтланд-комисије.
Брунтланд је постала норвешки премијер у два узастопна наврата: 9. мај 1986 — 16. октобар 1989, и 3. новембар 1990 - 25. октобар 1996, када ју је наследио Торбјорн Јагланд. Дала је оставку на место лидера Лабуристичке партије 1992.
Др. Гро Харлем Брунтланд је изабрана за генералног директора Светске здравствене организације маја 1998. На овој позицији, Брунтланд је установила далекосежни приступ јавном здрављу, установљавајући Комисију за Макроекономију и Здравље - на челу са Зефријем Захсом - прозивајући насиље главним проблемом јавног здравља. Брунтландовој је, 2003. године, часопис Сајентифик Америкен (Scientific American) одао признање њиховог Разборитог лидера године, за координацију брзог светског одговора на наглу појаву САРС синдрома (Severe acute respiratory syndrome|SARS). Наследио је 21. јула 2003 Јонг Вук Ли.
Године 1994, је награђена Карловом наградом града Ахена.

## Политичка каријера
Она је била норвешки министар за заштиту животне средине од 1974. до 1979. године.

### Премијер Норвешке
Брунтланд је постала прва жена премијер Норвешке 1981. године. Она је била је премијерка од фебруара до октобра.
Брунтланд је постала норвешки премијер у два наредна и трајнија мандата. Друго министарство је било од 9. маја 1986. до 16. октобра 1989. и овај кабинет је постао познат широм света по великом броју министарки: скоро половина, или осам од укупно осамнаест министара, биле су жене. Треће министарство је било од 3. новембра 1990. до 25. октобра 1996. године.
Брунтландова је постала лидер Лабуристичке партије 1981. године и била је на тој функцији до подношења оставке 1992. године, током свог трећег премијерског мандата. Године 1996, поднела је оставку на место премијера и потпуно се повукла из норвешке политике. Њен наследник на месту лидера Лабуристичке партије 1992. и премијерке 1996. био је Торбјорн Јагланд.

## Међународна каријера
Године 1983, тадашњи генерални секретар Уједињених нација Хавијер Перез де Куелар позвао је Брунтландu да оснује и председава Светском комисијом за животну средину и развој (WCED), која се широко назива Брунтландина комисија. Она је развила широки политички концепт одрживог развоја током опсежних јавних расправа, које су се одликовале својом инклузивношћу. Комисија, која је објавила свој извештај, Наша заједничка будућност, у априлу 1987. године, дала је замах за Самит о Земљи/UNCED 1992. године, на чијем је челу био Морис Стронг, који је био истакнути члан комисије. Брунтландова комисија је такође подстакла Агенду 21.
Током њеног трећег министарства, норвешка влада је 1993. године преузела иницијативу да спонзорише тајне мировне преговоре између владе Израела коју је предводио Јицак Рабин – попут Брунтланде, лидера Лабуристичке партије – и ПЛО-а који је предводио Јасер Арафат. Ово је кулминирало потписивањем Споразума из Осла. Неколико година након тога Норвешка је наставила да има истакнуто учешће у промовисању израелско-палестинског мира, иако су Сједињене Државе све више смењивале своју улогу посредника.
Након завршетка свог мандата као премијера, Брунтланд је тада изабрана за генералног директора Светске здравствене организације у мају 1998. У том својству, Брунтланд је усвојила далекосежан приступ јавном здрављу, оснивајући Комисију за макроекономију и здравље, којом је председавао Џефри Сакс, и решавање насиља као главног питања јавног здравља. Брунтланд је предводила покрет, сада широм света, да постигне укидање пушења цигарета путем образовања, убеђивања и повећаног опорезивања. Под њеним руководством, Светска здравствена организација је била један од првих великих послодаваца који је престанак пушења учинио условом запослења. Под Брунтландовим вођством, Светска здравствена организација је критикована због повећаног утицаја фармацеутских компанија на агенцију.
Брунтланд је 2006. године била члан Панела еминентних личности који је прегледао рад Конференције Уједињених нација о трговини и развоју (UNCTAD). У мају 2007, генерални секретар УН Бан Ки Мун именовао је Брунтланд, као и Рикарда Лагоса (бившег председника Чилеа) и Хан Сеунг-суа (бившег министра спољних послова Јужне Кореје), да буду специјални изасланици УН за Климатске промене.
Брунтландове препознатљиве политичке активности је забележио њен муж, Арне Олав Брунтланд, у своја два бестселера, Ожењен за Гро ( 82-516-1647-6) и Још увек у браку са Гро ( 82-05-30726-1).
Године 2007, Брунтланд је радио за Пепси као консултант.
Брунтланд је члан Савета жена светских лидера, међународне мреже садашњих и бивших жена председница и премијерки чија је мисија да мобилише колективну акцију по питањима од критичне важности за жене и правичан развој.
Брунтланд је такође члан Мадридског клуба, независне организације бивших лидера демократских држава, која ради на јачању демократског управљања и вођства.
Брунтланд је један од оснивача The Elders, групе светских лидера коју су првобитно сазвали Нелсон Мандела, Грејс Машел и Дезмонд Туту да би се позабавили неким од најтежих светских проблема. Мандела је најавила покретање групе 18. јула 2007. у Јоханезбургу у Јужној Африци. Брунтланд је била активна у раду организације, учествујући у широком спектру иницијатива групе. Путовала је са делегацијама старешина на Кипар, Корејско полуострво, Етиопију, Индију и Блиски исток. Брунтланд је такође била укључена у иницијативу ове организације о дечјим браковима, укључујући оснивање Девојке не невесте: Глобално партнерство за окончање дечјих бракова. Именована је за заменика председника групе 2013. године, а наследили су је Бан Ки Мун и Грејс Машел 2018. године.

## Почасти
Брунтланд је добила многе награде и признања, укључујући
- Награда Индира Ганди (1988)
- Награда Карла Великог (1994)
- Члан Америчког филозофског друштва (2002)[23]
- Медаља Фондације Томаса Џеферсона за архитектуру (2008)[24]
- Међународна награда Каталоније (2013) са Малалом Јусафзај[25]
- Тангова награда за одрживи развој (2014)[26][27]
- Почасни члан Норвешког удружења за женска права (2016)[28]
- Члан Норвешке академије наука и књижевности[29]
- Национална немачка награда за одрживост[30]
- Почасни члан Московског друштва природњака[31]
- Рудјард н. Пропстова награда од Клубхаус Интернашонала